# ۸۹۳ (قمری)
۸۹۳ (قمری)، هشتصد و نود و سومین سال در گاهشماری هجری قمری است. اول محرم این سال برابر با بیست و ششم دسامبر سال ۱۴۸۷ میلادی است.

## وابسته
- شیخ حیدر